# Henrietta Lacks
Henrietta Lacks (* 1. August 1920 in Roanoke (Virginia); † 4. Oktober 1951 in Baltimore, Maryland), fälschlich auch Henrietta Lakes, Helen Lane oder Helen Larson genannt, war eine US-amerikanische Frau, der eine Gewebeprobe aus einem Zervixkarzinom entnommen wurde, aus der ohne ihr Wissen die erste immortalisierte menschliche Zelllinie kultiviert wurde. Die Zellen, die nach Henrietta Lacks Initialen als HeLa-Zellen benannt wurden, werden bis heute in der medizinischen Forschung eingesetzt.

## Leben

### Kindheit und Familie
Henrietta Lacks wurde am 1. August 1920 als neuntes Kind von Eliza (geb. Lacks) (* 12. Juli 1888; † 28. Oktober 1924) und John Randall Pleasant (1881–1969) als Loretta Pleasant in Roanoke (Virginia) geboren. Es ist unsicher, wann und warum ihr Vorname von Loretta in Henrietta geändert wurde. Der Vater war Eisenbahnbremser, die Familie lebte in ärmlichen Verhältnissen. Ihre Mutter verstarb bei der Geburt des zehnten Kindes im Oktober 1924, als Henrietta vier Jahre alt war. Henriettas Vater, der mit der Versorgung der Kinder überfordert war, zog mit ihnen nach Clover (Virginia), wo seine Familie eine Tabakplantage bewirtschaftete, und brachte die Kinder bei verschiedenen Verwandten unter. Henrietta wurde zu ihren Großeltern Chloe und Tommy Lacks gegeben, die in einer einfachen Holzhütte lebten, die früher als Sklavenunterkunft gedient hatte.
Die Vorfahren der Familie von Henriettas Vater hatten als Sklaven auf der Tabakplantage der weißen Familie Lacks gearbeitet. Der weiße Urgroßvater von Henrietta, Albert Lacks, hatte mit einer seiner Sklavinnen mehrere Kinder gezeugt. Als Albert Lacks 1889 starb, war die Sklaverei bereits abgeschafft und er vermachte fünf schwarzen Erben, darunter Henriettas Großvater Tommy Lacks, jeweils ein Stück Land. Obwohl Albert Lacks die Erben nicht offiziell als seine Kinder anerkannt hatte, war im Ort allgemein bekannt, dass es sich dabei um seine Nachkommen handelte, weshalb auch die Erben den Nachnamen Lacks annahmen. Die Ländereien der schwarzen Familie Lacks wurden in der Gegend Lackstown genannt.
Als Henrietta zu ihren Großeltern kam, betreuten diese bereits Henriettas fünf Jahre älteren Cousin David „Day“ Lacks (* 1915; † 2002), den unehelichen Sohn einer ihrer Töchter. Henrietta und David, die ein Zimmer teilten, mussten hart auf der Farm und im Haushalt mitarbeiten. Da er der Familie bei der Feldarbeit helfen musste, verließ David die Schule schon nach dem vierten Schuljahr; Henrietta besuchte die Schule sechs Jahre lang.
1935 brachte die 14-jährige Henrietta Pleasant ihren ersten Sohn Lawrence zur Welt, dessen Vater ihr Cousin David war. 1939 kam als zweites Kind die Tochter Lucille Elsie († 1955) zur Welt. David Lacks und Henrietta Pleasant heirateten zwei Jahre später am 10. April 1941 in Halifax County, Virginia. Kurz nach der Heirat zog David Lacks zunächst allein nach Maryland, um auf der Sparrow Point Schiffswerft zu arbeiten. Sein Cousin Fred Garrett, der die Plantage bereits ein Jahr zuvor verlassen hatte, hatte ihn dazu überredet, weil er meinte, dass es in der Stadt bessere Lebensbedingungen und Verdienstmöglichkeiten gab.
Nachdem David Lacks genug Geld verdient hatte, kaufte er ein Haus in Turner Station, einer Siedlung, in der fast ausschließlich schwarze Arbeiter lebten und die heute ein Stadtteil von Dundalk (Maryland) ist. Henrietta verließ daraufhin ebenfalls die Tabakplantage und zog mit den Kindern zu ihrem Ehemann. In den folgenden Jahren bekam das Ehepaar noch drei weitere Kinder: David Jr. (* 1947), Deborah (* 1949; † 2009) und Joseph (* 1950), der seinen Namen später in Zakariyya Bari Abdul Rahman änderte.
1951 wurde die Tochter Elsie in das Hospital for the Negro Insane of Maryland, eine psychiatrische Klinik gebracht, da den Eltern aufgefallen war, dass sie geistig zurückgeblieben war. Später wurde bei ihr Epilepsie diagnostiziert. Elsie starb dort im Jahr 1955 im Alter von 15 Jahren.

### Krebserkrankung und Tod
Am 29. Januar 1951 ging Henrietta Lacks in das Johns Hopkins Hospital, weil sie nach der Geburt ihres fünften Kindes Joseph im November 1950 an starken unregelmäßigen Unterleibsblutungen litt. Ihr Hausarzt vermutete zunächst eine Syphilisinfektion. Der von ihm eingeleitete diagnostische Test verlief aber negativ, weshalb er sie zur weiteren Untersuchung an das Johns Hopkins Hospital in Baltimore überwies. Johns Hopkins Hospital war in den 1950er-Jahren das einzige Krankenhaus in der weiteren Umgebung, das Afroamerikaner behandelte.
Im Johns Hopkins Hospital wurde sie von dem Gynäkologen Howard W. Jones untersucht, der eine 2 bis 3 cm große Geschwulst an ihrem Gebärmutterhals (Zervix) feststellte. Dies war insofern ungewöhnlich, als Henrietta Lacks nur 4½ Monate zuvor ihren jüngsten Sohn geboren hatte und weder bei den gynäkologischen Untersuchungen im Rahmen der Geburt noch bei der Untersuchung 6 Wochen nach der Geburt Veränderungen an der Zervix bemerkt worden waren.
Jones entnahm Gewebeproben des Tumors, die er pathohistologisch untersuchen ließ. Dabei wurde ein Plattenepithelkarzinom der Zervix diagnostiziert, wobei der Tumor später nachträglich als ein Adenokarzinom identifiziert wurde.
Die Ärzte behandelten Henrietta Lacks durch eine interne Bestrahlungstherapie, indem sie ihr ein ummanteltes Radium-Implantat applizierten, das einige Tage im Körper verblieb. Nach der Entfernung des Implantats wurde Henrietta Lacks zunächst mit der Anweisung aus dem Krankenhaus entlassen, sich nach ein paar Tagen einer ergänzenden externen Bestrahlungstherapie mit Röntgenstrahlen zu unterziehen, die ambulant im Johns Hopkins Hospital durchgeführt werden sollte. Während einer dieser Bestrahlungssitzungen wurden ihr zwei weitere Gewebeproben aus dem Gebärmutterhals entnommen: eine aus dem gesunden Zervixgewebe und eine aus dem tumorös entarteten Bereich. Diese Proben wurden an George Otto Gey ausgehändigt, der zu der Zeit am Johns Hopkins Hospital daran arbeitete eine potentiell unsterbliche Zelllinie zu erschaffen. Aus diesen Zellen entstand schließlich die potentiell unsterbliche HeLa-Zelllinie.
Am 8. August 1951 stellte sich Henrietta Lacks für eine weitere Bestrahlungssitzung im Johns Hopkins Hospital vor. Sie litt unter starken Schmerzen und ihr gesundheitlicher Zustand hatte sich verschlechtert, so dass die Ärzte entschieden, sie stationär zu behandeln. Sie entwickelte ein akutes Nierenversagen mit Urämie, woran sie trotz Behandlung und einer Bluttransfusion am 4. Oktober 1951 im Alter von 31 Jahren, nur acht Monate nach der Diagnose der Krebserkrankung, verstarb.
Henrietta Lacks’ Körper wurde obduziert, wobei die Ärzte feststellten, dass der Krebs bereits im gesamten Körper Metastasen gebildet hatte.
Henrietta Lacks wurde in einem Familienbegräbnis auf der Plantage ihrer Familie in Clover begraben. Die genaue Lage des Grabes ist heute unbekannt, da kein Grabstein errichtet wurde.

## Etablierung der HeLa-Zellen

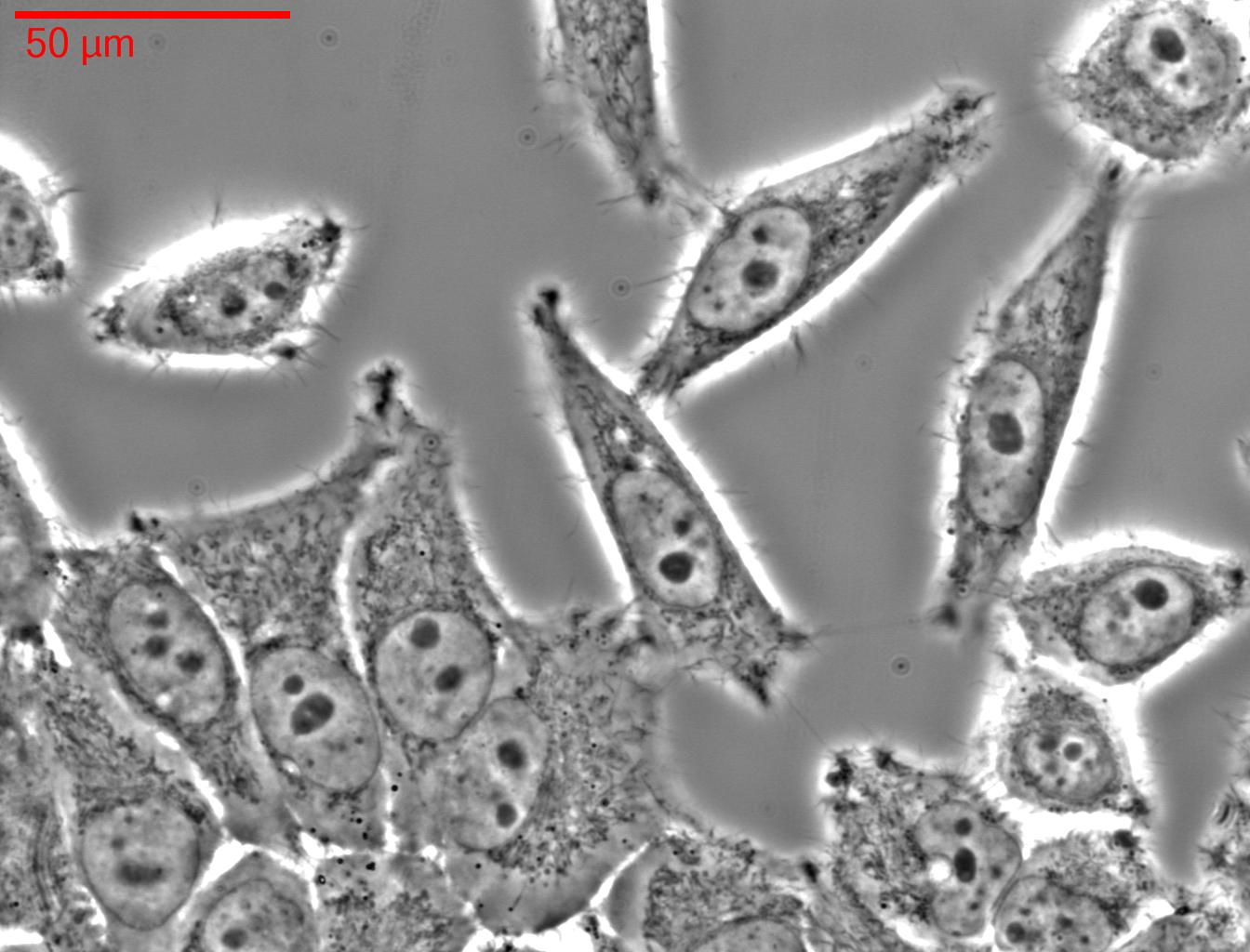
HeLa-Zellen

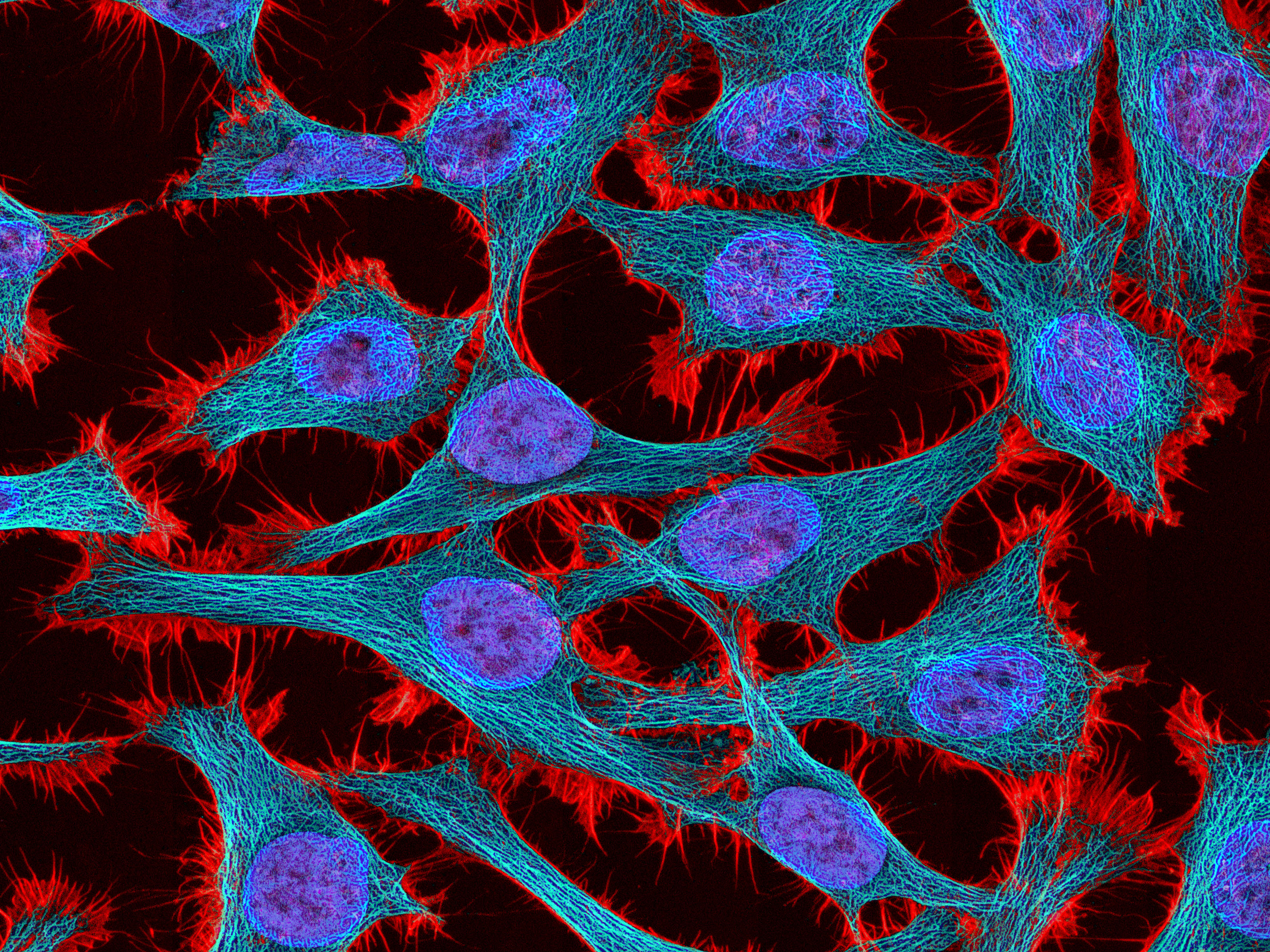
HeLa-II

Howard W. Jones übergab eine aus Henrietta Lacks’ Tumor entnommene Gewebeprobe seinem Kollegen, dem Krebsforscher George Otto Gey. Dieser versuchte mit seiner Frau Margaret am Johns Hopkins Hospital seit fast 30 Jahren, eine potentiell unsterbliche menschliche Zelllinie zu etablieren. Bislang hatten Zellbiologen permanente Zelllinien aus tierischem Gewebe etabliert, doch starben alle kultivierten humanen Zelllinien nach 30 bis zu 50 Teilungen ab.
Gey isolierte erstmals aus Tumorgewebe von Henrietta Lacks eine Zelllinie, die sich besonders schnell teilte und selbst nach vielen Teilungen nicht abstarb. Da diese Zelllinie potentiell unsterblich war, vermehrte er sie. Die Zelllinie nannte er zur Anonymisierung nach den Namensinitialen Henrietta Lacks HeLa.
Gey und seine Kollegen am Johns Hopkins Hospital erkannten, dass sich HeLa-Zellen sehr gut zum Testen des 1952 vom Immunologen Jonas Salk entwickelten Impfstoffs gegen Kinderlähmung (Poliomyelitis) eignen. Da man nun HeLa-Zellen in großem Umfang benötigte, gründete die National Foundation for Infantile Paralysis 1952 eine am Tuskegee Institute angesiedelte Abteilung zur Massenproduktion von HeLa-Zellen. Dieses Institut wie auch George Otto Gey übergaben Laboren und Wissenschaftlern HeLa-Zellen, ohne kommerzielle Interessen zu verfolgen.
Später war die Firma Microbiological Associates das erste Unternehmen, das HeLa-Zellen kommerziell produzierte und vermarktete.
HeLa-Zellen sind im Labor recht einfach kultivierbar. Mit ihnen erforscht man bis heute vielfältige biologische Fragestellungen. Hierbei wurden wichtige Beiträge zur Erforschung von Krebs, AIDS, den Schäden durch Strahlung und Vergiftungen sowie bei der Genkartierung geleistet. Mit HeLa-Zellen testete man die Empfindlichkeit von Menschen gegen Pflaster, Klebstoff, Kosmetik und viele andere Produkte. Bis zum Jahre 2015 wurden ca. 50 Millionen Tonnen HeLa-Zellen gezüchtet. Weltweit sind fast 11.000 Patente registriert, die HeLa-Zellen einbeziehen.
Hinterbliebene der Familie Lacks erhielten weder von den Gewinnen von Microbiological Associates noch von Lizenzen oder Patenten Anteile oder Erlöse. Die von der Autorin Rebecca Skloot gegründete „Henrietta Lacks Foundation“ vertritt Interessen jener, die ohne Einverständnis Objekt medizinischer Forschung wurden. Dazu zählen auch Angehörige der Opfer der Tuskegee-Versuche, bei denen man Schwarze mit Syphilis infizierte, ohne sie zu behandeln.
Im Jahr 2020 beschloss mit dem Howard Hughes Medical Institute (HHMI) eine erste große Forschungseinrichtung, für jede am HHMI erzeugte neue HeLa-Zelllinie sowie für künftige neue Linien der „Henrietta Lacks Foundation“ einen Dollarbetrag zu spenden.
2011 gründete die Familie von Henrietta Lacks die Lacks Family HeLa Foundation, eine Stiftung zur finanziellen Unterstützung bedürftiger, an Krebs erkrankter Patienten.

## Würdigung

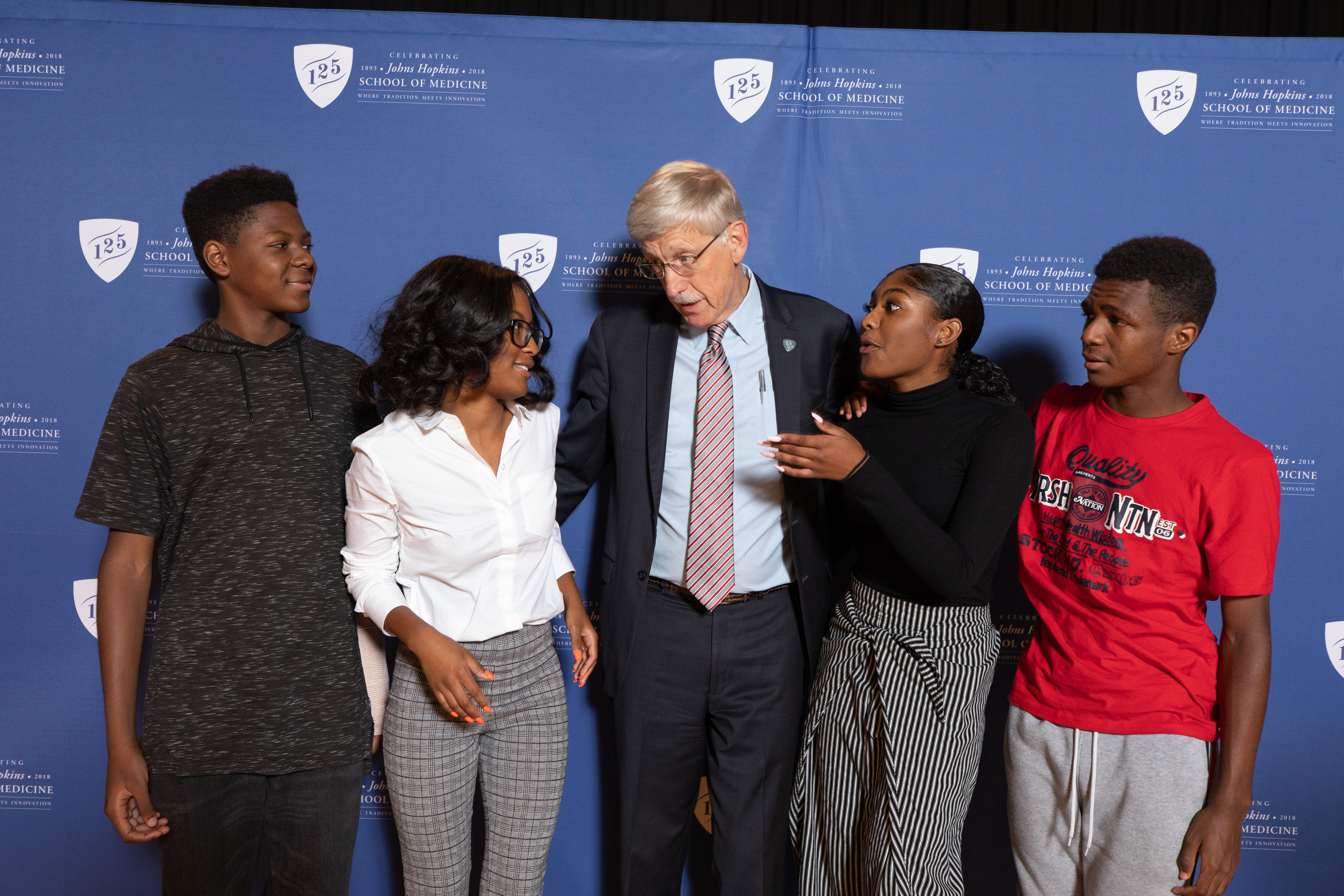
Francis Collins trifft Nachfahren von Henrietta Lacks anlässlich der Henrietta Lacks Memorial Lecture an der Johns Hopkins University in Baltimore, 2019

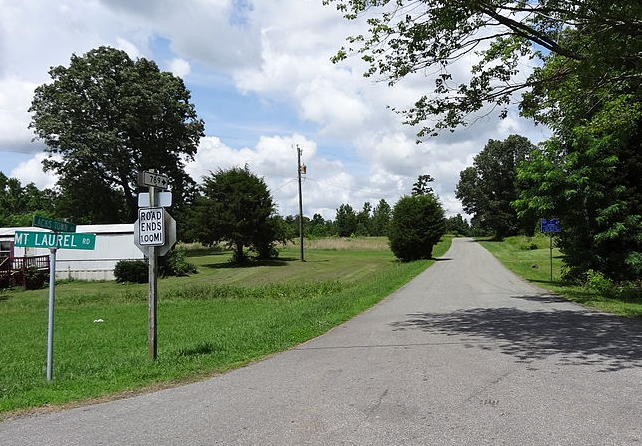
Lacks Town Road

- Am 4. Juni 1997 würdigte der Kongressabgeordnete Robert L. Ehrlich Henrietta Lacks in einer Rede vor dem Repräsentantenhaus der Vereinigten Staaten für den großen Beitrag, den die HeLa-Zellen für die moderne Medizin geleistet haben, während sie selbst nahezu in Vergessenheit geraten war.[14]
- Das Johns Hopkins Hospital in Baltimore veranstaltet seit dem Jahr 2010 jährlich die Henrietta Lacks Memorial Lecture. Mit der Vortragsveranstaltung sollen Henrietta Lacks und der weltweit bedeutende Beitrag der HeLa-Zellen für biomedizinische Forschungen geehrt werden.[15] Außerdem stiftet das Krankenhaus das jährlich mit 40.000 US-Dollar dotierte Henrietta Lacks East Baltimore Health Sciences-Stipendium für einen Studenten der Paul Laurence Dunbar High School sowie den mit 15.000 US-Dollar dotierten Henrietta Lacks Community Academic Partnership Award.[15]
- Die Autorin Rebecca Skloot rief mit Angehörigen von Henrietta Lacks im Jahr 2011 die Lacks Family HeLa Foundation ins Leben. Die Stiftung unterstützt bedürftige, an Krebs erkrankte Patienten finanziell.[16]

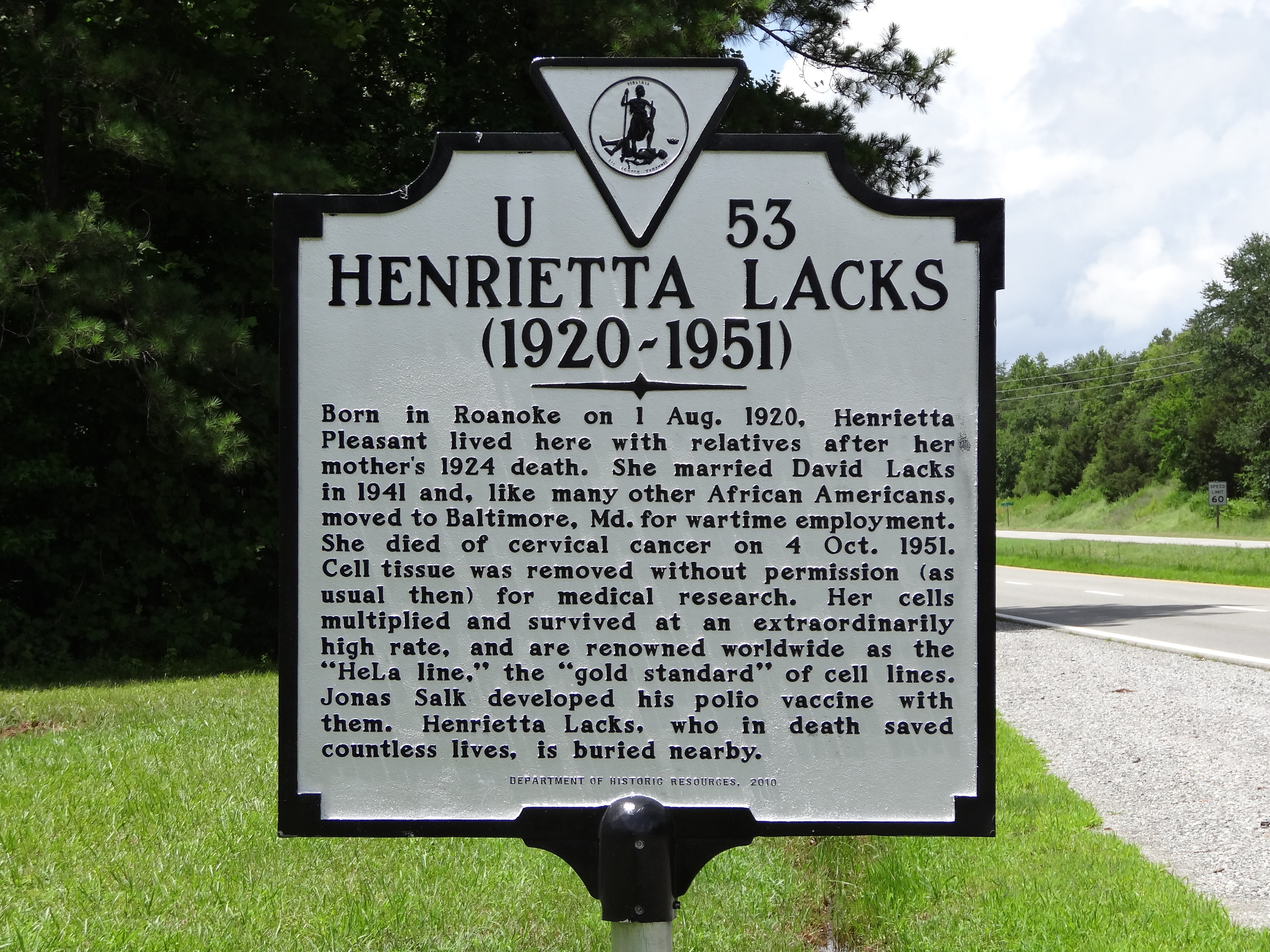
Gedenktafel für Henrietta Lacks in Clover, Virginia

- In Clover, Virginia, dem Ort, in dem Henrietta Lacks nach dem Tod ihrer Mutter aufwuchs, erinnert eine Gedenktafel an Henrietta Lacks.
- Im Jahr 1996 würdigten die Morehouse School of Medicine in Atlanta, der Staat Georgia und der Bürgermeister von Atlanta Nachkommen von Henrietta Lacks’ Familie für ihren posthumen Beitrag zur medizinischen Forschung.
- Nachdem er das Buch The Immortal Life of Henrietta Lacks gelesen hatte, stiftete Roland Pattillo von der Morehouse School of Medicine im Jahr 2010 einen Grabstein für Henrietta Lacks Grab.[17] Die Inschrift des Grabsteins, der in der Form eines Busches gestaltet ist, lautet:

“Henrietta Lacks, August 01, 1920-October 04, 1951. In loving memory of a phenomenal woman, wife and mother who touched the lives of many.
Here lies Henrietta Lacks (HeLa). Her immortal cells will continue to help mankind forever.
Eternal Love and Admiration, From Your Family”

„Henrietta Lacks, 1. August 1920 – 4. Oktober 1951. In liebender Erinnerung an eine herausragende Frau, Ehefrau und Mutter, die das Leben vieler berührt hat.
Hier ruht Henrietta Lacks (HeLa). Ihre unsterblichen Zellen werden für immer der Menschheit dienen. Ewige Liebe und Bewunderung, von Deiner Familie“

- Im Stadtteil Turner erinnert am ehemaligen Wohnhaus der Familie Lacks eine Gedenktafel an Henrietta Lacks. Diese wurde von der Henrietta Lacks Legacy Group angebracht, die deren Andenken bewahren will.[18] Einige Jahre später wurde ihrem Leben jährlich in einer Feierstunde durch die Einwohner von Turner Station gedacht. Zu ihren Ehren wurde durch Robert Ehrlich ein Kongressbeschluss gefasst. Auch zu Ehren weiterer an der Entdeckung und Etablierung der HeLa-Zellen beteiligter Personen wurden in der Gemeinde von Turner Station Gedenkveranstaltungen abgehalten. Zu den geehrten gehören Mary Kubicek, die Laborassistentin, die entdeckte, dass die HeLa-Zellen außerhalb des Körpers lebensfähig waren, sowie George Otto Gey und seine Frau Margaret Gey, denen es nach über zwanzigjährigen gemeinsamen Forschungen gelang, menschliche Zellen außerhalb des Körpers zu kultivieren.[19]
- Im Jahr 2011 verlieh die Morgan State University Henrietta Lacks einen posthumen Ehrenabschluss.
- Am 14. September 2011 beschloss das Direktorium des Washington ESD 114 Evergreen School District in Vancouver, Washington, eine neue High School für Medizin und Biowissenschaften nach Henrietta Lacks zu benennen. Die im Herbst 2013 eröffnete Schule trägt den Namen Henrietta Lacks Health and Bioscience High School.
- Henrietta Lacks erhielt 2014 einen Platz in der Maryland Women’s Hall of Fame. In der Würdigung wurde hervorgehoben, dass Wissenschaftlern anhand von Henrietta Lacks’ Geschichte die Bedeutung ethischen Handelns in der modernen Wissenschaft bewusst wurde.
- Am 13. Oktober 2021 fand bei der WHO in Genf eine Zeremonie zu Ehren von Henrietta Lacks statt.[20] WHO-Generaldirektor Tedros Adhanom Ghebreyesus erklärte dabei, dass Lacks Unrecht getan worden sei. Sie sei „eine von vielen farbigen Frauen, deren Körper von der Wissenschaft missbraucht“ worden seien.[21]
- 2020 wurde im Verlauf der Proteste infolge des Todes von George Floyd ein öffentlicher Platz in ihrer Heimatstadt in Lacks Plaza umbenannt, der zuvor Robert Edward Lee gewidmet war, einem General der Konföderierten Staaten von Amerika.[22]

## Rezeption

### In den Medien
Als Reaktion auf die Verunreinigung von Zellkulturen durch HeLa-Zellen veröffentlichte Michael Gold 1986 das Buch A Conspiracy of Cells: One Woman’s Immortal Legacy and the Medical Scandal It Caused. Er geht am Rand auf Henrietta Lacks ein und behandelt vor allem Forschungen von Walter Nelson-Rees zur Aufklärung der Kontaminationen von Zell-Kulturen durch HeLa-Zellen.
Im Jahr 1997 drehte Adam Curtis für die BBC den einstündigen Dokumentarfilm The Way of all Flesh über Henrietta Lacks und die HeLa-Zelle. Der Film gewann im Folgejahr den Preis für die beste naturwissenschaftliche Dokumentation auf dem San Francisco International Film Festival.
Direkt nach der Ausstrahlung des Films im Jahr 1997 veröffentlichte der Journalist Jacques Kelly einen Artikel über die HeLa-Zellen, Henrietta Lacks und ihre Familie in der Baltimore Sun. In den 1990er-Jahren veröffentlichte der Dundalk Eagle den ersten Artikel über sie in einer Zeitung in Baltimore City und Baltimore County und setzt die Berichterstattung über lokale Gedenkveranstaltungen fort. Im Jahr 2001 gab die National Foundation for Cancer Research bekannt, die verstorbene Henrietta Lacks am 14. September 2001 für ihren Beitrag zur Krebsforschung und die moderne Medizin zu ehren.
Die Veranstaltung wurde aufgrund der Ereignisse am 11. September 2001 abgesagt.
In Artikeln in den Jahren 2000 und 2001 sowie in ihrem 2010 erschienenen Buch The Immortal Life of Henrietta Lacks dokumentierte die Autorin und Journalistin Rebecca Skloot die Geschichte der Familie Lacks als auch der HeLa-Zellen. Im Mai 2010 gab HBO bekannt, dass Oprah Winfrey und Alan Ball ein auf Rebecca Skloots Buch basierendes Filmprojekt planten. 2017 erschien der Film The Immortal Life of Henrietta Lacks mit Renée Elise Goldsberry in der Titelrolle, Oprah Winfrey als Deborah Lacks, Rocky Carroll als Sonny Lacks und Rose Byrne als Rebecca Skloot.
Im Juni 2013 veröffentlichten Henrietta Lacks’ ältester Sohn Lawrence Lacks und seine Frau Bobbette eine kurze digitale Erinnerung unter dem Titel Hela Family Stories: Lawrence and Bobbette auf der Homepage der Familie Lacks. Lawrence Lacks beschreibt darin seine Erinnerungen an seine Mutter und seine Frau Bobbette berichtet über den Kampf, Henrietta Lacks’ verwaiste Kinder vor einer missbräuchlichen Situation zu schützen.

### In der Kunst
2010 strahlte die NBC in der 20. Staffel der Serie Law & Order eine Folge mit dem Titel Immortal aus, in der einem Patienten eine Gewebeprobe entnommen wird, mit deren Zellen ein Unternehmen großen Profit erwirtschaftet. Die fiktive Geschichte lehnt sich stark an die Geschichte von Henrietta Lacks an. In dem 2020 auf Netflix erschienenen Actionfilm Project Power wird Lacks ebenfalls erwähnt, als ein ehemaliger Soldat seine wegen ihrer besonderen Körperzellen entführte Tochter sucht.
Verschiedene Bands ließen sich durch die Geschichte von Henrietta Lacks zu Songs inspirieren. Die Band Mal Webb veröffentlichte auf ihrem im Jahr 2000 erschienenen Album Mal Webb 1 den Song Helen Lane auf dem Album. Der Songtext geht auf den großen Beitrag der HeLa-Zellen für die medizinische Forschung, aber auch auf die ethische Frage nach der Verwendung der Zellen ohne Wissen und Einverständnis der Patientin ein.
Auf dem 2011 veröffentlichten Album Enhanced Methods of Questioning der amerikanischen Band Jello Biafra and the Guantanamo School of Medicine ist der Song The Cells That Will Not Die über Henrietta Lacks und die unsterblichen HeLa-Zellen enthalten. 2012 veröffentlichte auch die Band Yeasayer mit der Single Henrietta, der ersten Auskopplung aus ihrem dritten Album Fragrant World, einen von Henrietta Lacks’ Geschichte inspirierten Song.
Adura Onashile schrieb das auf der Geschichte von Henrietta Lacks basierende Ein-Personen-Theaterstück HeLa, das unter anderem auf dem Edinburgh Festival 2013 und dem National Arts Festival 2014 aufgeführt wurde.
Das Bühnenstück HeLa der amerikanischen Autorinnen Lauren Gunderson und Geetha Reddy hatte am 22. Mai 2017 Premiere am Live Oak Theatre in Berkeley, Kalifornien.